# Кама сутра
Кама сутра (санскрит: कामसूत्र, kamasutraṃ) књижевни је рад у коме се састоји практични савети приликом секса. Писан је санскритом, књижевним језиком старе Индије. У великој мери рад је у прози. Kāma значи сензуалност или сексуално задовољство, и sūtra у буквалном смислу значи конопац који држи ствари заједно.
Кама сутра је написана између I века и VI века и првобитно је имала за циљ да научи људе правим принципима очувања и балансирања Дарме (врлина, вера), Артха (просперитет) и Кама (сензуално задовољство). Изворна књига је састављена од 13 књига различитих писаца.
Неки од тих делова су источњачки списи као што су индијски сексуални приручник Ананга Ранга, Мирисног врта шеика Нефзавија и кинеског дела Тао.
Постоје посебни одељци посвећени разним сферама и саветима везаним за сам сексуални чин, али и за предигру и удварање. Одељци дају систематска упутства о љубљењу, уједању и гребању, предигри, игрању улога...
Изворна Кама Сутра описује 64 позиције које аутор назива уметностима. Аутор легендарног учења веровао је да постоји само 8 начина да се води љубав, и на сваком од ових начина има 8 посебних позиција.